# 27俱樂部

位于特拉维夫的27俱乐部涂鸦

27俱樂部（英語：27 Club），或稱永遠的27俱樂部，是一個流行文化用語與文化迷因，指由一群逝世時全為27歲的偉大音樂家、藝術家或演員所組成的「俱樂部」，其中一些人因其高風險的生活方式而聞名。

## 文化現象
27俱樂部成員的死因多半離不開毒品或酒精濫用、被殺害與自殺等暴力手段，以及交通事故。在1969年至1971年期間，幾位27歲流行音樂家的死亡使人們相信死亡在這個年齡段更為常見。統計研究將其與25歲和32歲的同樣小的增長進行比較後，並未發現這個年齡段音樂家死亡的任何異常模式，2011年英國醫學期刊的研究指出年輕成名音樂家的死亡率高於其他年輕人，因而得出結論：「成名可能會增加音樂家的死亡風險，但這種風險不僅限於27歲。」
許多音樂雜誌、期刊和日報都反復提及「27俱樂部」。數個展覽、小說、電影和舞台劇一直傳播這個想法。關於這種早死的原因及其可能的聯繫，有許多不同的理論和推測。柯本與亨德里克斯的傳記作家查爾斯·R·克勞斯寫道：「死時27歲的音樂家的數目，以各種標準看來確實都十分不尋常。（雖然）人可能在各個年齡時去世，27歲時去世的音樂家在統計學上仍是一個高點。」

## 歷史
布萊恩·瓊斯、吉米·亨德里克斯、珍妮絲·賈普林和吉姆·莫里森在1969年至1971年去世，四人皆得年27歲。在當時，這個巧合雖然引起了一些討論，但直到1994年科特·柯本在27歲時去世，「27俱樂部」的想法才開始流行起來。在《Heavier Than Heaven》一書中，柯本的妹妹曾表示，柯本常在童年時談到他是多麼想加入27俱樂部。另外，《The 27s: The Greatest Myth of Rock & Roll》一書亦詳述了此現象的歷史。
在柯本去世17年後的2011年，艾美·懷恩豪斯也在27歲時去世，這再次引發了媒體對俱樂部的再次關注。因為三年前，懷恩豪斯也表示過自己害怕在那個年紀死去。
不一定是音樂家才有資格成為27俱樂部的成員。《滾石》雜誌將在2003年自殺的電視演員喬納森·布蘭戴斯名列於27俱樂部的「會員名單」中。過去曾在龐克搖滾樂團演出但主業為電影演員的安東·葉爾欽在2016年去世後也被認為是該俱樂部的成員。同樣，尚·米榭·巴斯奇亞也被列入27俱樂部名單，儘管他的音樂生涯相對短暫，並且作為塗鴉藝術家和畫家的身分較為突出。

## 已確認成員
| 名字                                                                      | 出生日期       | 死亡日期        | 正式死因                                             | 身分或成就                                                                                       | 年齡        | 27俱樂部 根據                                    |
| ------------------------------------------------------------------------- | -------------- | --------------- | ---------------------------------------------------- | ------------------------------------------------------------------------------------------------ | ----------- | ------------------------------------------------ |
| 亞歷山大·拉維                                                             | 1864年11月10日 | 1892年1月17日   | 未知                                                 | 巴西作曲家、鋼琴家和指揮                                                                         | 27岁68天    | [ 23 ]                                           |
| 路易斯·肖文                                                               | 1881年3月13日  | 1908年3月26日   | 神經性梅毒硬化症                                     | 散拍音樂家                                                                                       | 27岁13天    | [ 23 ] [ 24 ]                                    |
| 麦尔特·冈萨雷斯                                                           | 1891年9月28日  | 1918年10月22日  | 1918年流感大流行                                     | 演員                                                                                             | 27岁24天    |                                                  |
| 羅伯·強生                                                                 | 1911年5月8日   | 1938年8月16日   | 不明，但普遍被認定是番木鱉鹼中毒                     | 藍調歌手和音樂家                                                                                 | 27岁100天   | [ 21 ] [ 22 ] [ 23 ] [ 24 ] [ 25 ] [ 26 ] [ 27 ] |
| 納特·傑菲                                                                 | 1918年1月1日   | 1945年8月5日    | 高血壓引起的併發症                                   | 搖擺爵士鋼琴手                                                                                   | 27岁216天   | [ 23 ]                                           |
| 傑西·貝爾文                                                               | 1932年12月15日 | 1960年2月6日    | 車禍                                                 | R&B歌手、鋼琴手與詞曲作家                                                                        | 27岁53天    | [ 21 ] [ 23 ] [ 24 ]                             |
| 魯迪·路易斯                                                               | 1936年8月23日  | 1964年5月20日   | 毒品過量                                             | 漂流者組合的領唱                                                                                 | 27岁271天   | [ 26 ]                                           |
| 喬·韓德森                                                                 | 1937年4月24日  | 1964年10月24日  | 心肌梗死                                             | R&B和福音歌手                                                                                    | 27岁183天   | [ 28 ]                                           |
| 搖滾羅賓·羅伯茲                                                           | 1940年11月23日 | 1967年12月22日  | 車禍                                                 | 呼嘯樂隊的主唱                                                                                   | 27岁29天    | [ 29 ]                                           |
| 馬爾科姆·海爾 （Malcolm Hale）                                            | 1941年5月17日  | 1968年10月30日  | 因小型取暖器故障而一氧化碳中毒                       | 史潘奇合唱團的最初團員與主音吉他手                                                               | 27岁166天   | [ 21 ] [ 23 ]                                    |
| 迪奇·普萊德                                                               | 1941年10月21日 | 1969年3月26日   | 安眠藥過量                                           | 搖滾歌手                                                                                         | 27岁156天   | [ 30 ]                                           |
| 布萊恩·瓊斯                                                               | 1942年2月28日  | 1969年7月3日    | 於游泳池內溺斃(驗屍官的報告指出「因意外事故而死亡」) | 滚石乐队的創始人、吉他手和多樂器演奏家                                                           | 27岁125天   | [ 21 ] [ 22 ] [ 23 ] [ 24 ] [ 26 ] [ 27 ] [ 33 ] |
| 亞歷山德拉                                                                | 1942年5月19日  | 1969年7月31日   | 道路意外                                             | 德國施拉格音樂女歌手                                                                             | 27岁73天    | [ 34 ] [ 35 ]                                    |
| 吉米·亨德里克斯                                                           | 1942年11月27日 | 1970年9月18日   | 服用過量的安眠藥後，窒息於嘔吐物。                   | 電吉他手先驅、吉米·亨德里克斯體驗樂隊與吉普賽樂團的主唱與詞曲作家                                | 27岁295天   | [ 21 ] [ 22 ] [ 23 ] [ 24 ] [ 26 ] [ 27 ] [ 33 ] |
| 珍妮絲·賈普林                                                             | 1943年1月19日  | 1970年10月4日   | 可能為海洛因過量                                     | 藍調女歌手，大哥控股公司樂團、柯茲米克藍調樂團和衝擊布基樂團的主唱。                             | 27岁258天   | [ 21 ] [ 22 ] [ 23 ] [ 24 ] [ 26 ] [ 27 ] [ 38 ] |
| 「戴克」阿爾萊斯特·克里斯蒂安 （Arlester "Dyke" Christian）               | 1943年6月13日  | 1971年3月13日   | 謀殺                                                 | 戴克和開拓者樂團的歌手兼貝斯手                                                                   | 27岁273天   | [ 23 ]                                           |
| 「盲眼貓頭鷹」艾倫·威爾森                                                 | 1943年7月4日   | 1970年9月3日    | 巴比妥類藥物過量，有自殺可能                         | 罐裝熱力的主唱、領導與主要作曲者                                                                 | 27岁61天    | [ 21 ] [ 22 ] [ 23 ] [ 24 ] [ 26 ]               |
| 吉姆·莫里森                                                               | 1943年12月8日  | 1971年7月3日    | 官方公佈為心臟衰竭，但並沒有進行解剖                 | 門戶合唱團的領導、主唱、作詞人與MV導演                                                           | 27岁207天   | [ 21 ] [ 22 ] [ 23 ] [ 24 ] [ 26 ] [ 33 ]        |
| 萊斯利·哈維                                                               | 1944年9月13日  | 1972年5月3日    | 使用現場麥克風時觸電而死                             | Stone the Crows的吉他手、亞歷克斯·哈維之弟                                                       | 27岁233天   | [ 21 ] [ 22 ] [ 24 ]                             |
| 琳達·瓊斯                                                                 | 1944年12月14日 | 1972年3月14日   | 糖尿病併發症                                         | 靈魂樂歌手                                                                                       | 27岁91天    | [ 40 ]                                           |
| 「豬圈」羅恩·麥克南                                                       | 1945年9月8日   | 1973年3月8日    | 腸胃道出血及酒精中毒                                 | 感恩至死的創始團員、鍵盤手及歌手                                                                 | 27岁181天   | [ 21 ] [ 22 ] [ 23 ] [ 24 ] [ 26 ] [ 27 ]        |
| 羅傑·李·達爾姆 （Roger Lee Durham）                                       | 1946年2月14日  | 1973年7月27日   | 死於落馬意外造成的傷害                               | 血石樂團的歌手兼打擊樂手                                                                         | 27岁163天   | [ 21 ] [ 23 ]                                    |
| 「瓦利」華萊士·約昂 （Wallace "Wally" Yohn）                              | 1947年1月12日  | 1974年8月12日   | 與其他樂團成員一同死於墜機事件中                     | 美國爵士搖滾樂團蔡斯的管風琴手                                                                   | 27岁212天   | [ 23 ]                                           |
| 皮特·漢姆                                                                 | 1947年4月27日  | 1975年4月24日   | 上吊自殺                                             | 壞手指樂團的領導、鍵盤手與吉他手                                                                 | 27岁362天   | [ 21 ] [ 22 ] [ 23 ] [ 24 ] [ 26 ] [ 27 ]        |
| 戴夫·亞歷山大                                                             | 1947年6月3日   | 1975年2月10日   | 肺水腫                                               | 丑角合唱團的貝斯手                                                                               | 27岁252天   | [ 21 ] [ 22 ] [ 23 ] [ 24 ] [ 26 ]               |
| 蓋瑞·塞恩                                                                 | 1948年5月15日  | 1975年12月8日   | 海洛因過量                                           | 尤拉希普和基夫·赫特利樂團的前任貝斯手                                                            | 27岁205天   | [ 21 ] [ 23 ] [ 24 ] [ 26 ]                      |
| 伊万杰琳娜·索布雷多·加拉内斯（艺名塞西莉亞）                              | 1948年10月11日 | 1976年8月2日    | 車禍                                                 | 西班牙流行歌手                                                                                   | 27岁296天   | [ 41 ] [ 42 ]                                    |
| 荷姆·柯倫                                                                 | 1950年3月2日   | 1977年5月3日    | 一氧化碳中毒                                         | 1970年代德國前衛搖滾樂團三人同盟合唱團的貝斯手                                                   | 27岁62天    | [ 21 ] [ 23 ]                                    |
| 克里斯·貝爾                                                               | 1951年1月12日  | 1978年12月27日  | 車禍；撞上電線杆                                     | 強力流行樂團大明星的吉他手與創作歌手以及獨唱歌手                                                 | 27岁349天   | [ 21 ] [ 23 ] [ 24 ] [ 27 ]                      |
| 贊諾·德·弗萊爾 （Zenon De Fleur）                                         | 1951年9月9日   | 1979年3月17日   | 汽車碰撞和隨後的醫療併發症                           | 英國搖滾樂團伯爵主教的吉他手                                                                     | 27岁189天   | [ 43 ] [ 44 ]                                    |
| 雅各布·米勒                                                               | 1952年5月4日   | 1980年3月23日   | 車禍                                                 | 牙買加雷鬼音樂家、內心圓合唱團的主唱以及拉斯塔法里運動人士                                       | 27岁324天   | [ 24 ] [ 26 ]                                    |
| 夏目雅子                                                                  | 1957年12月17日 | 1985年9月11日   | 急性骨髓性白血病                                     | 日本女演員                                                                                       | 27岁268天   | [ 45 ] [ 46 ]                                    |
| 丹尼斯·戴尔·布恩                                                          | 1958年4月1日   | 1985年12月22日  | 躺在貨車後座，貨車轉彎脫離跑道後，彈出車外、傷及頸部 | 龐克樂團民兵樂團的吉他手與主唱                                                                   | 27岁266天   | [ 21 ] [ 22 ] [ 23 ] [ 24 ]                      |
| 亞歷山大·巴許拉契夫                                                       | 1960年5月27日  | 1988年2月17日   | 墜樓而死，有自殺可能                                 | 俄羅斯詩人、搖滾音樂家與詞曲作家                                                                 | 27岁266天   | [ 41 ]                                           |
| 尚·米榭·巴斯奇亞                                                          | 1960年12月22日 | 1988年8月12日   | 服用速球過量                                         | 美國畫家與塗鴉藝術家；塗鴉組織SAMO與樂團Gray的創始人                                             | 27岁234天   | [ 21 ] [ 22 ] [ 26 ]                             |
| 皮特·弗雷塔斯                                                             | 1961年8月2日   | 1989年6月14日   | 結束拍攝音樂錄影帶的回程中，騎乘摩托車發生車禍       | 迴音與兔人樂團的鼓手                                                                             | 27岁316天   | [ 21 ] [ 23 ] [ 24 ] [ 26 ]                      |
| 克里斯·奥斯丁                                                             | 1964年2月24日  | 1991年3月16日   | 死於飛機墜山事故                                     | 鄉村歌手以及瑞芭·麥肯泰爾的伴奏吉他/古提琴手                                                     | 27岁20天    | [ 47 ]                                           |
| 迪米帝爾·沃爾                                                             | 1965年5月21日  | 1992年9月5日    | 癌症                                                 | 詩人、保加利亞新浪潮樂團新世代的創始成員                                                         | 27岁107天   | [ 48 ]                                           |
| 米亞·薩帕塔                                                               | 1965年8月25日  | 1993年7月7日    | 遭遇先姦後殺                                         | 美國油漬搖滾樂團The Gits的主唱                                                                   | 27岁316天   | [ 23 ] [ 24 ]                                    |
| 雷吉·路易斯                                                               | 1965年11月21日 | 1993年7月27日   | 心臟驟停                                             | 波士頓塞爾提克小前鋒（背號35號）                                                                 | 27岁248天   | [ 49 ]                                           |
| 科特·柯本                                                                 | 1967年2月20日  | 1994年4月5日 c. | 官方公佈為飲彈自盡                                   | 超脫樂團的主唱、吉他手與詞曲作家                                                                 | 27岁44天 c. | [ 21 ] [ 22 ] [ 23 ] [ 24 ] [ 26 ] [ 27 ] [ 38 ] |
| 克莉絲汀·普法夫                                                           | 1967年5月26日  | 1994年6月16日   | 官方裁決為意外服用過量海洛因                         | 空洞樂團與看門人喬的貝斯手                                                                       | 27岁21天    | [ 21 ] [ 22 ] [ 23 ] [ 24 ] [ 26 ]               |
| 里奇·愛德華茲                                                             | 1967年12月22日 | 1995年2月1日 c. | 失蹤；官方於2008年11月23日裁定死亡                   | 狂街傳教士的吉他手與作詞人                                                                       | 27岁41天    | [ 21 ] [ 22 ] [ 23 ]                             |
| 兰迪·沃克 （艺名Stretch）                                                 | 1968年4月8日   | 1995年11月30日  | 槍殺                                                 | 美國饒舌歌手                                                                                     | 27岁236天   | [ 51 ] [ 52 ]                                    |
| 帕特里克·拉马克·霍金斯（艺名Fat Pat）                                     | 1970年12月4日  | 1998年2月3日    | 槍殺                                                 | 美國饒舌歌手和嘻哈集合體Screwed Up Click的一員                                                   | 27岁61天    | [ 23 ] [ 24 ]                                    |
| 塔里克·雷蒙德·罗杰斯 （艺名Freaky Tah）                                   | 1971年5月14日  | 1999年3月28日   | 槍殺                                                 | 美國饒舌歌手和嘻哈團體Lost Boyz的成員                                                            | 27岁318天   | [ 23 ]                                           |
| 神村右京                                                                  | 1972年2月1日   | 1999年6月21日   | 蛛網膜下腔出血                                       | 日本視覺系樂團MALICE MIZER的鼓手                                                                 | 27岁140天   | [ 53 ]                                           |
| 尚恩·派崔克·麥凱布 （Sean Patrick McCabe）                                | 1972年11月13日 | 2000年8月28日   | 攝取過多酒精後，窒息於嘔吐物                         | Ink & Dagger的主唱                                                                               | 27岁289天   | [ 21 ] [ 23 ] [ 24 ]                             |
| 羅德利果·布維諾                                                           | 1973年5月24日  | 2000年6月24日   | 車輛追撞事故                                         | 西班牙Cuarteto歌手                                                                               | 27岁31天    | [ 41 ]                                           |
| 瑪麗亞·塞拉諾-塞拉諾 （Maria Serrano-Serrano）                            | 1973年11月26日 | 2001年11月24日  | 在十字航空3597號班機空難中罹難                       | 德國歐陸舞曲組合百香果的合唱歌手                                                                 | 27岁363天   | [ 23 ]                                           |
| 喬納森·布蘭戴斯                                                           | 1976年4月13日  | 2003年11月12日  | 上吊自殺                                             | 電影與電視演員                                                                                   | 27岁213天   | [ 19 ]                                           |
| 傑瑞米·沃德                                                               | 1976年5月5日   | 2003年5月25日   | 海洛因過量                                           | 火星之音和De Facto的音控                                                                         | 27岁20天    | [ 21 ] [ 23 ] [ 24 ]                             |
| 帕特·提爾曼                                                               | 1976年11月6日  | 2004年4月22日   | 在阿富汗作戰中死於友軍誤擊                           | 亞利桑那紅雀隊安全衛（背號40號），服役於美國第75遊騎兵團                                         | 27岁168天   | [ 49 ]                                           |
| 「博比奇」達佛·坡畢奇                                                     | 1977年11月24日 | 2005年8月25日   | 海洛因過量                                           | 塞爾維亞嘻哈-放克組合Prti Bee Gee的創始成員和首席饒舌歌手                                        | 27岁274天   | [ 54 ]                                           |
| 布萊恩·奧托森 （Bryan Ottoson）                                           | 1978年3月18日  | 2005年4月19日   | 過量服用處方藥                                       | 美國首腦樂團的吉他手                                                                             | 27岁32天    | [ 21 ] [ 23 ] [ 24 ]                             |
| 瓦倫丁·艾利薩德                                                           | 1979年2月1日   | 2006年11月25日  | 被洛斯哲塔斯的成員殺害                               | 墨西哥歌手                                                                                       | 27岁297天   | [ 23 ]                                           |
| 「Damo」戴米安·莫里斯 （Damien "Damo" Morris）                            | 1980年5月22日  | 2007年12月19日  | 樂團巴士失控衝出太平洋高速公路造成意外               | 澳洲死核樂團紅岸樂團的主唱                                                                       | 27岁211天   | [ 55 ]                                           |
| 歐里許·格林斯特 （Orish Grinstead）                                       | 1980年6月2日   | 2008年4月20日   | 腎功能衰竭                                           | 1990年代R&B組合702的創始團員                                                                     | 27岁323天   | [ 56 ]                                           |
| 潔蒂·古迪                                                                 | 1981年6月5日   | 2009年3月22日   | 子宮頸癌                                             | 英國實境秀女演員                                                                                 | 27岁290天   | [ 20 ] [ 57 ]                                    |
| 戴許·史諾                                                                 | 1981年7月27日  | 2009年7月13日   | 毒品過量                                             | 美國藝術家，其作品涉及攝影、拼貼畫、塗鴉與裝置藝術                                               | 27岁351天   | [ 58 ] [ 59 ]                                    |
| 莉莉·坦博                                                                 | 1981年11月20日 | 2009年9月14日   | 胃炎和貧血                                           | 尚比亞流行女歌手                                                                                 | 27岁298天   | [ 24 ]                                           |
| 「Bispy」伊莉莎白·阿米瑞恩 （Elizabeth "Bispy" Amirian）                  | 1982年1月20日  | 2009年2月12日   | 謀殺                                                 | 創作歌手                                                                                         | 27岁23天    | [ 55 ]                                           |
| 奈特·尼克 （Nate Niec）                                                   | 1982年3月3日   | 2009年10月6日   | 道路意外                                             | 曾任多個龐克搖滾樂團的貝斯手                                                                     | 27岁217天   | [ 55 ]                                           |
| 阿齐克·斯宾 （Achik Spin）                                                | 1982年7月1日   | 2010年4月17日   | 道路意外                                             | 馬來西亞流行組合Spin的一員                                                                       | 27岁290天   | [ 60 ]                                           |
| 艾美·懷絲                                                                 | 1983年9月14日  | 2011年7月23日   | 酒精中毒                                             | 英國著名靈魂樂、R&B、爵士樂創作歌手                                                              | 27岁312天   | [ 21 ] [ 22 ] [ 24 ] [ 26 ] [ 27 ] [ 33 ]        |
| 妮可·博格納 （Nicole Bogner）                                             | 1984年3月22日  | 2012年1月6日    | 未公開的疾病                                         | 奧地利金屬樂團亞特蘭提斯之夢的女主唱                                                             | 27岁290天   | [ 62 ]                                           |
| 理查·透納 （Richard Turner）                                              | 1984年7月30日  | 2011年8月11日   | 心搏停止                                             | 與英國獨立搖滾樂團友軍之火合作的小號手                                                           | 27岁12天    | [ 24 ]                                           |
| 薩哈拉·達文波特                                                           | 1984年12月17日 | 2012年10月1日   | 心臟衰竭                                             | 異裝皇后、歌手、電視節目主持人和舞者                                                             | 27岁289天   | [ 64 ]                                           |
| 「Looloosh」索盧許·弗拉茲門 （Soroush "Looloosh" Farazmand سروش فرازمند） | 1986年10月31日 | 2013年11月11日  | 槍殺                                                 | 伊朗-美國獨立搖滾樂團The Yellow Dogs的吉他手                                                     | 27岁11天    | [ 65 ]                                           |
| 絲拉嘉·古都拉斯                                                           | 1987年8月11日  | 2014年12月10日  | 道路意外                                             | 波士尼亞流行歌手與女演員                                                                         | 27岁121天   | [ 66 ]                                           |
| 楊可涵                                                                    | 1987年9月17日  | 2015年7月18日   | 過度服用安眠药自殺                                   | 台灣女演員                                                                                       | 27歲305天   | [ 67 ]                                           |
| 湯馬士·費基特 （Thomas Fekete）                                           | 1988年7月1日   | 2016年5月31日   | 癌症                                                 | 美國獨立搖滾樂團Surfer Blood的吉他手                                                             | 27岁335天   | [ 68 ]                                           |
| 湯馬士·洛 （Tomas Lowe）                                                  | 1988年12月5日  | 2016年2月13日   | 與眾樂團成員和經理人一同死於車禍                     | 英國獨立搖滾樂團Viola Beach的貝斯手                                                              | 27岁70天    | [ 69 ]                                           |
| 安東·葉爾欽                                                               | 1989年3月11日  | 2016年6月19日   | 停車時疑似忘記拉手煞車，遭自己的車撞擊而死           | 男演員、在《星艦迷航記》重啟系列中飾演帕夫·切科夫，在此之前是龐克搖滾樂團The Hammerheads的吉他手 | 27岁100天   | [ 20 ] [ 71 ]                                    |
| 亞倫·赫南德茲                                                             | 1989年11月6日  | 2017年4月19日   | 在獄中上吊自殺                                       | 新英格蘭愛國者近端鋒（背號85號和81號）以及被定罪的兇手                                           | 27岁164天   | [ 72 ]                                           |
| 金鐘鉉                                                                    | 1990年4月8日   | 2017年12月18日  | 受憂鬱症困擾一氧化碳中毒自殺                         | 韓國團體SHINee成員、唱作歌手                                                                     | 27岁254天   | [ 73 ]                                           |
| 弗雷多·桑塔納                                                             | 1990年7月4日   | 2018年1月19日   | 心血管疾病和癫痫                                     | 美國饒舌歌手                                                                                     | 27岁199天   | [ 75 ]                                           |
| 「利爾·馬羅」魯道夫·強森 （Rudolph "Lil Marlo" Johnson）                  | 1993年5月1日   | 2020年7月11日   | 謀殺                                                 | 美國饒舌歌手                                                                                     | 27岁71天    | [ 77 ]                                           |
| 柳珠恩                                                                    | 1995年5月3日   | 2022年8月29日   | 自殺                                                 | 韓國演員                                                                                         | 27岁118天   | [ 78 ]                                           |
| 比嘉龙二                                                                  | 1995年9月29日  | 2023年7月12日   | 疑似因网络霸凌而自杀身亡                             | 日本跨性别藝人                                                                                   | 27岁286天   | [ 79 ]                                           |

## 延伸閱讀
- 《The 27s: The Greatest Myth of Rock & Roll》，Eric Segalstad著，Josh Hunter繪，美國：Samadhi Creations出版，2008年10月，ISBN 978-0-615-18964-2
- Sounes, Howard. . Da Capo Press. 2013. ISBN 978-0-306-82168-4. pp. 304, 306.
- Dunning, Brian. . Skeptoid. 24 October 2023.